# Viitaniemiite
La viitaniemiite è un minerale.